# Industriemuseum Brandenburg an der Havel

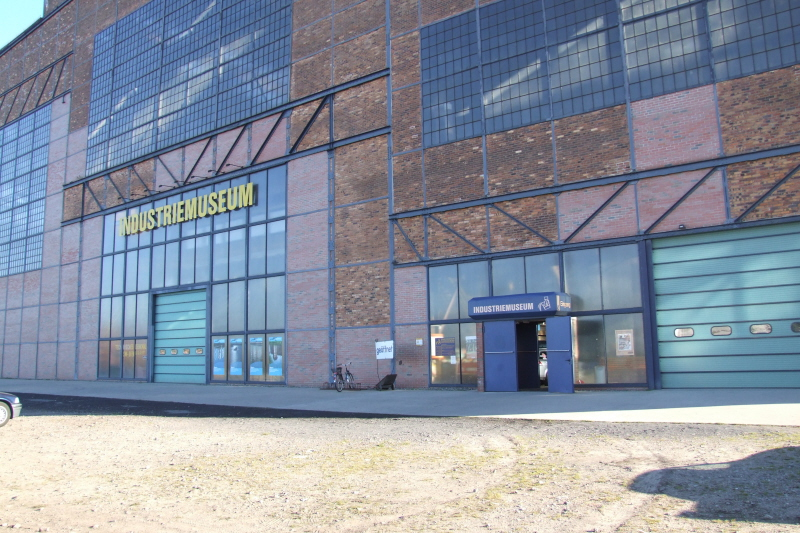
Eingang in die Ofenhalle des SWB

Das Industriemuseum Brandenburg an der Havel entstand um den letzten Siemens-Martin-Ofen, der in Westeuropa erhalten werden konnte. Dieser Ofen ist der Mittelpunkt des Museums, das außerdem die Entwicklung der Stahlproduktion und -verarbeitung in der Stadt Brandenburg an der Havel dokumentiert. Das Museum beherbergt weiter eine Ausstellung über das Brandenburger Fahrzeugbauunternehmen Brennabor.
Das Museum ist ein Ankerpunkt der Europäischen Route der Industriekultur.

## Der Stahlstandort Brandenburg
Vorbedingung für die Entwicklung einer Stahlproduktion in Brandenburg an der Havel war die gute Verkehrserschließung durch Binnenwasserstraßen (Silokanal, Elbe-Havel-Oder-Verbindung) und Eisenbahnen (Bahnstrecke Berlin–Magdeburg, Brandenburgische Städtebahn). Der im Großraum Berlin anfallende Stahlschrott war die Rohstoffgrundlage für das sich entwickelnde Stahlwerk.

### Gründung
1912 kaufte Rudolf Weber das 800.000 m² große Gelände zwischen Silokanal, Städtebahn und Magdeburger Landstraße in Brandenburg an der Havel und gründete das Weber-Walzwerk. 1914 waren die ersten beiden Siemens-Martin-Öfen und ein Blechwalzwerk in Betrieb. 1917 wurde das Werk, nachdem die Lieferung von Kohle unterbunden wurde, an die Deutsch-Luxemburgische Bergwerks- und Hütten-AG verkauft.

### Weimarer Zeit und Zeit des Nationalsozialismus
Nach dem Ersten Weltkrieg wurde das Werk kontinuierlich erweitert. 1925/26 wurde an der Magdeburger Landstraße 11 nach Planung des Architekten Wilhelm Rave ein neues Verwaltungsgebäude errichtet. 1926 kam es zur Mitteldeutschen Stahlwerke AG und wurde damit Teil des Flick-Konzerns. 
Während der Zeit des Nationalsozialismus wurde der Ausbau fortgesetzt. In Zusammenhang mit dem Zweiten Weltkrieg entstanden um das Walzwerk Rüstungsproduktionen.

### Kriegsende und DDR
Nach 1945 wurde das Werk vollständig demontiert. 1947 war es ein Trümmerberg und Schrotthaufen.

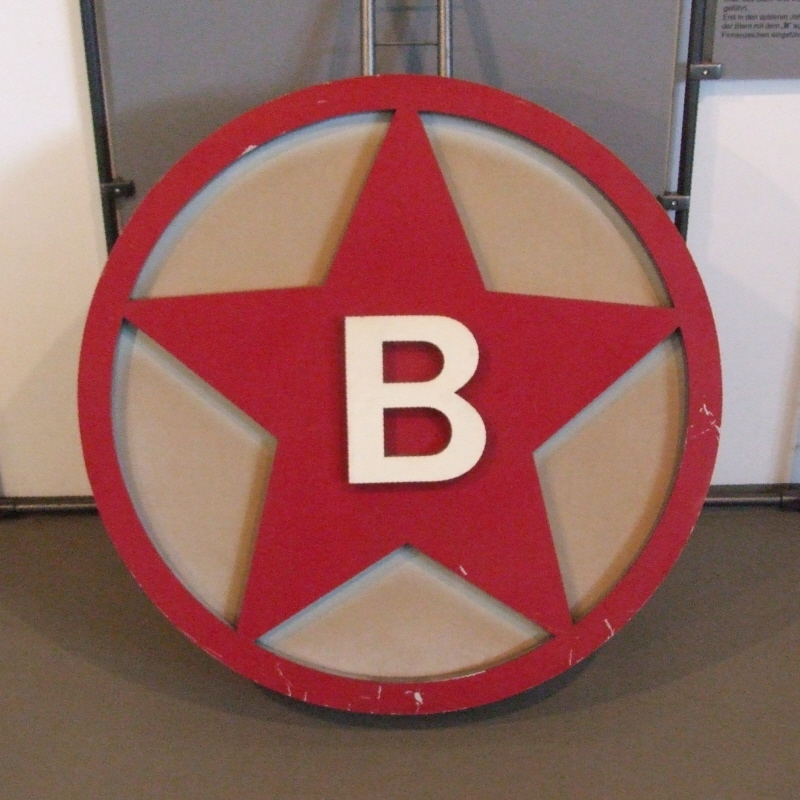
Das Firmenlogo des SWB

Nach dem Beschluss des Ministerrats der DDR am 15. Dezember 1949 zum Aufbau eines Stahlwerkes am alten Standort in Brandenburg erfolgte die Grundsteinlegung am 15. Februar 1950. Am 20. Juli 1950 floss der erste Stahl. Unter der Leitung des Technischen Direktors Friedrich Franz, dem von der Belegschaft der Ehrenname Papa Franz verliehen wurde, entstand bis 1953 die große Halle mit zehn Siemens-Martin-Öfen. Die Ofenhalle stand nun parallel zum Silokanal, wodurch die Logistik im Werksgelände im Vergleich zur Anordnung vor 1945 wesentlich vereinfacht wurde. Eine Generatorhalle zur Erzeugung von Generatorgas aus Rohbraunkohle, das zunächst die SM-Öfen beheizte, entstand daneben. Bis 1967 kamen noch zwei Öfen hinzu.
Der Siemens-Martin-Ofen XII ging am 12. Oktober 1967 in Betrieb. Ursprünglich war er als Versuchsofen vorgesehen. Mit ihm sollten Spitzenergebnisse erreicht werden. Der damalige Forschungsauftrag lautete: „Die neuen Konstruktionselemente und Technologien bis zur Produktionsreife zu erproben und optimale Leistungs- und Ergebniskennziffern zu erreichen, die dem Weltstand bei vollölbeheizten SM-Öfen unter den Bedingungen des festen Einsatzes und der Sauerstoffanwendung“. Die Ergebnisse sollten für die Modernisierung aller Brandenburger SM-Öfen genutzt werden. Eine Besonderheit war, dass Ofen XII mit einem Blechkamin betrieben wurde. 1968 wurde der Ofen jedoch als Nr. XII zur Erfüllung der Planaufgaben genutzt und damit seine Aufgabe als Forschungsofen behindert.

Es zeichnete sich ab, dass der Ofen die geplanten Parameter vor allem bei der Ofenleistung, beim Wärmeverbrauch, bei der Ofenhaltbarkeit und bei den Reparaturzeiten nicht erreichen würde. Es wurde deshalb weiter an der Entwicklung des Ofens gearbeitet.
Da die vorgegebenen staatlichen Planauflagen für das Stahlwerk nicht erreicht wurden, begann 1970 eine umfassende Rekonstruktion des Werkes. Begonnen wurde mit dem Ofen XII. 1975 waren alle 12 Öfen im Stahl- und Walzwerk umgebaut. Diese laufende Modernisierung erhöhte die Leistungsfähigkeit des Werkes.

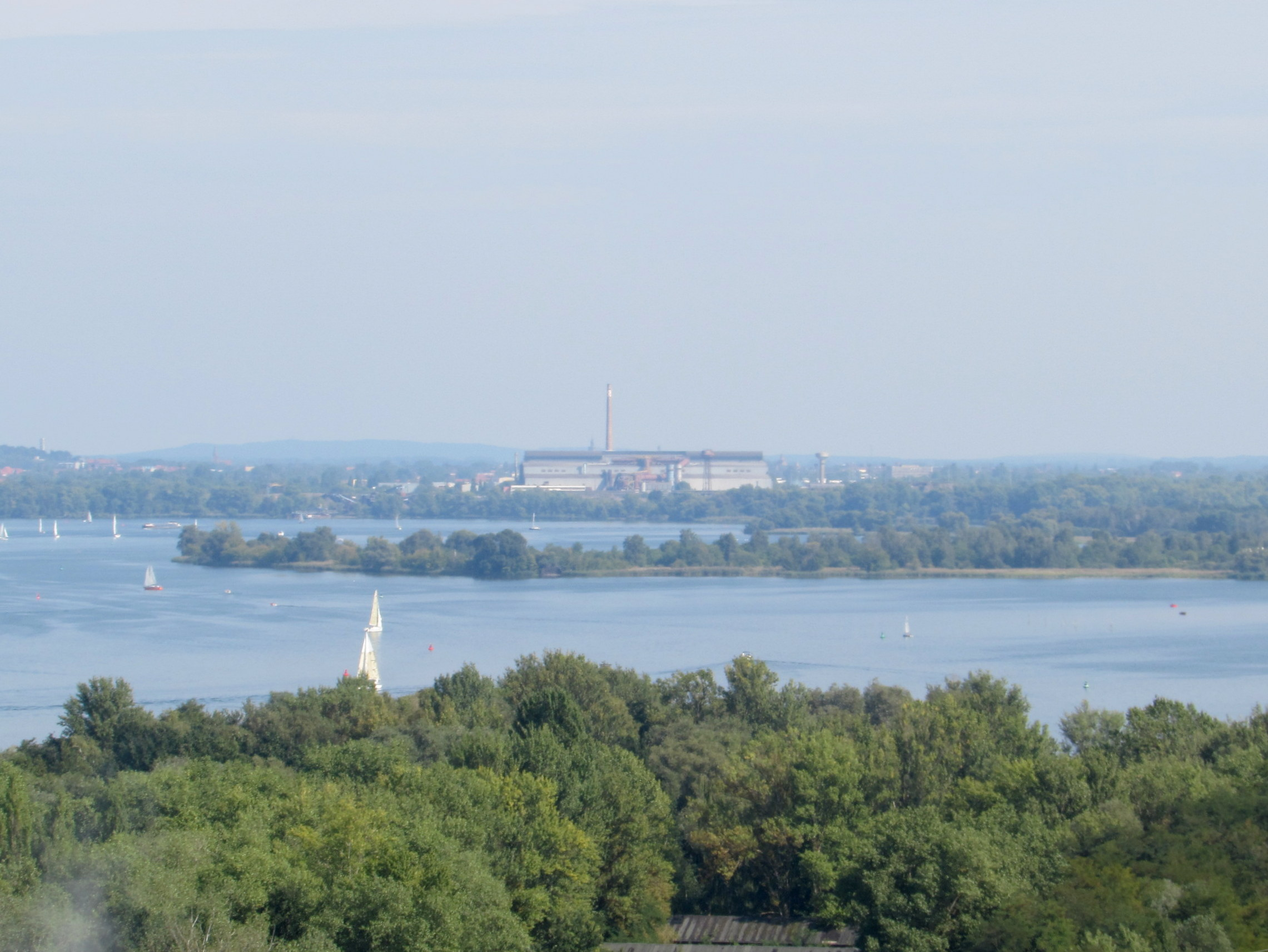
Das seit 1980 bestehende Elektrostahlwerk am Quenzsee

1980 gingen in einem neu erschlossenen Gelände südlich der Magdeburger Landstraße am Quenzsee zwei Elektrostahlöfen in Betrieb. Das Stahl- und Walzwerk Brandenburg erzeugte nun jährlich mit gut 10.000 Beschäftigten bis zu 2,3 Mio. Tonnen Rohstahl und über 1 Mio. Tonnen Walzwerkserzeugnisse. Es war der größte Rohstahlproduzent in der DDR.
Seit 1979 war das Stahl- und Walzwerk Brandenburg Stammbetrieb des Kombinats Qualitäts- und Edelstahl. Dieses Kombinat umfasste 33 Betriebe. 1980 zählte es einschließlich der Auszubildenden rund 35.000 Mitarbeiter und erzeugte 4,67 Mio. Tonnen Rohstahl und 3 Mio. Tonnen Walzwerkserzeugnisse.

### Wiedervereinigung

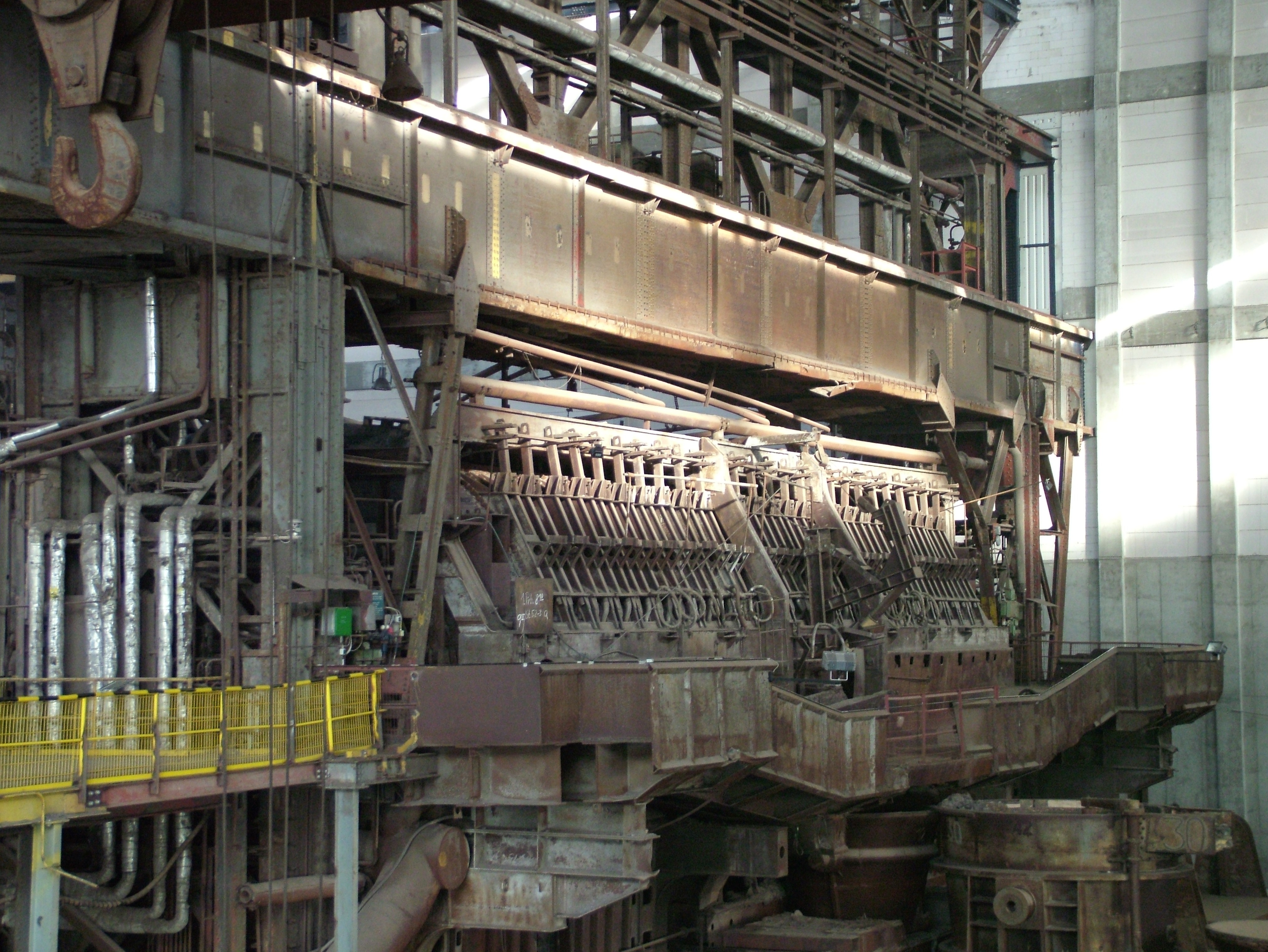
Siemens-Martin-Ofen XII, 2006

Nach der Wende waren die Siemens-Martin-Öfen nicht mehr wettbewerbsfähig. In Westeuropa waren sie schon seit den 1960er Jahren ausgemustert worden. Die Siemens-Martin-Öfen wurden nach und nach abgestellt und abgebrochen. Im Dezember 1993 gab es den letzten Abstich, die Zeit der Siemens-Martin-Öfen war damit endgültig beendet.
Das Elektrostahlwerk wurde 1992 von der italienischen Riva-Gruppe gekauft. Es wurde nach dem Kauf gründlich modernisiert und liefert als Brandenburger Elektrostahlwerk GmbH weiter Baustahl.

## Das Museum
1992 entstand die Idee eines Industriemuseums. Es wurden die Hinterlassenschaften des Werkes gesichtet und gesichert. 1994 wurde der Ofen XII, der letzte neu erbaute und noch vorhandene Ofen, unter Denkmalschutz gestellt. Aber erst 1996 wurde eine Konzeption für den Erhalt des Denkmals gefunden. Die Ofenhalle, inzwischen weitgehend entkernt und saniert, wurde an den Recyclingpark Brandenburg verkauft. Der Förderverein Stahlmuseum Brandenburg an der Havel e. V. pachtete den Denkmalsbereich und richtete das Industriemuseum ein.
Der denkmalgerechte Erhalt des Ofens mit seinen Nebenanlagen steht im Mittelpunkt der Museumsarbeit. Weiter werden Werkstätten, Fahrzeuge und Betriebsküchen präsentiert. In einem Ausstellungsbereich wird die Stahlerzeugung erläutert und die Geschichte des Werkes dargestellt. Zum Museum gehört auch ein Werksarchiv und eine Bibliothek.

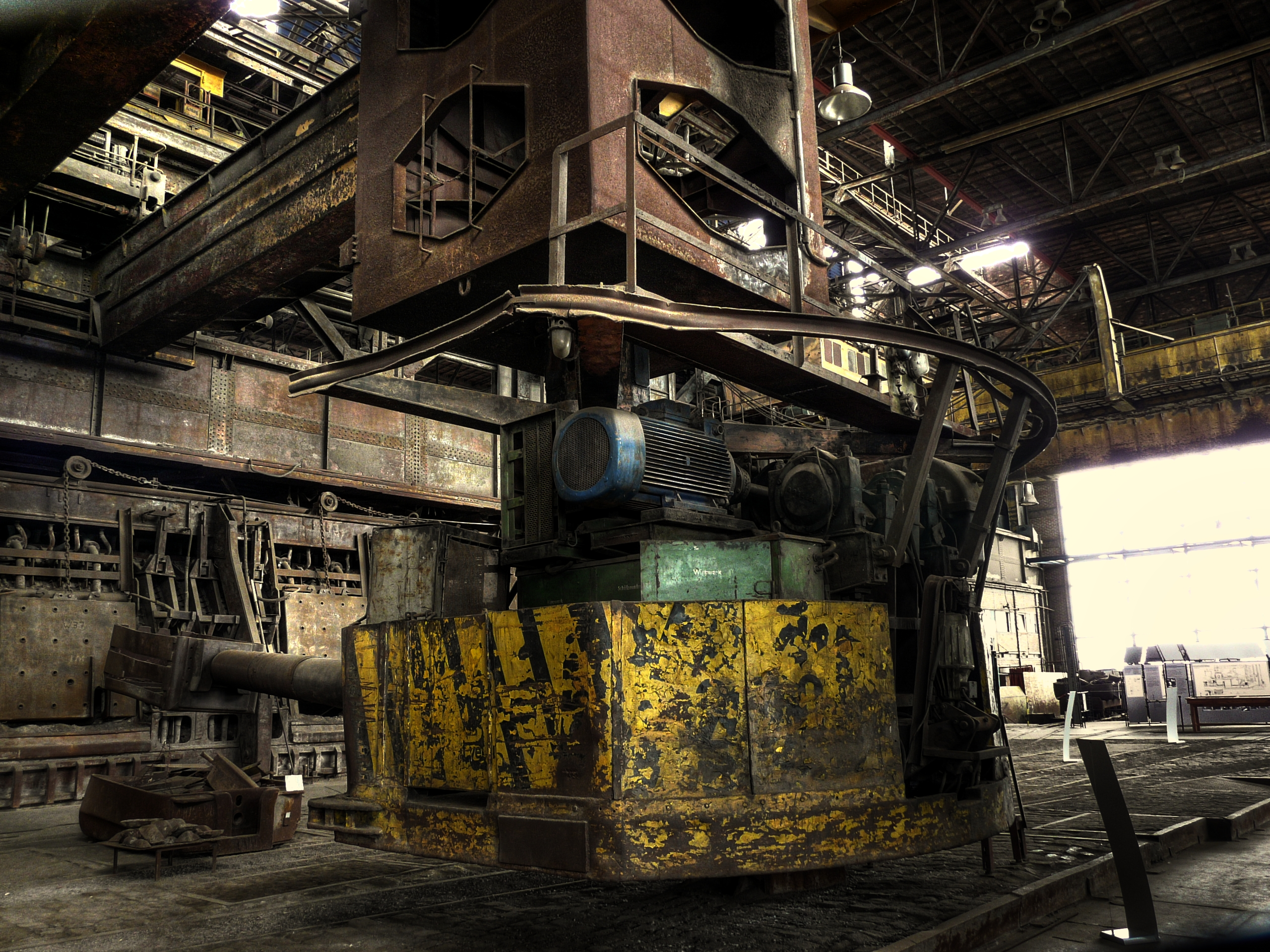
Chargierkran zum Beschicken der SM-Öfen
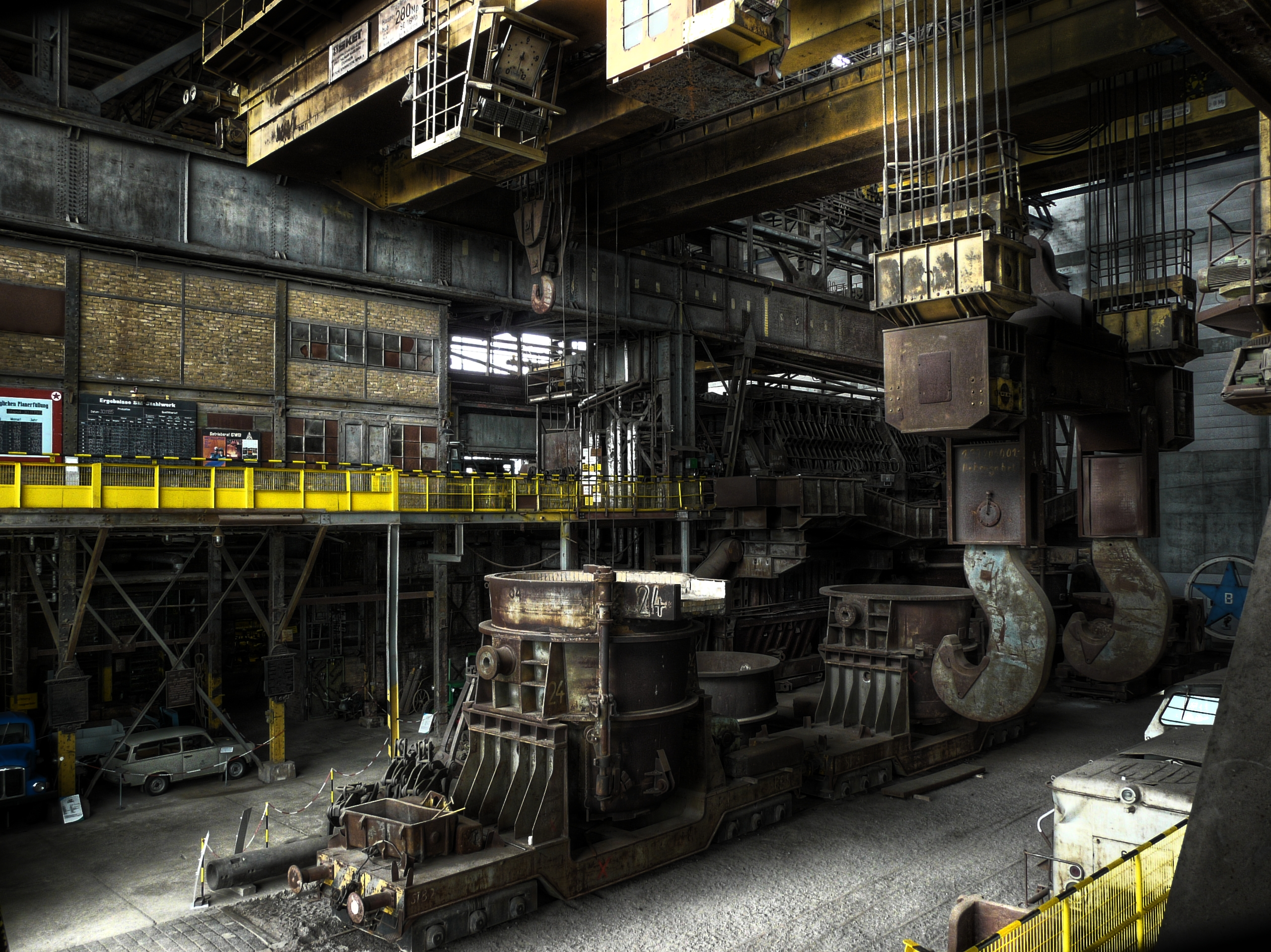
Gießpfanne auf einem Wagon
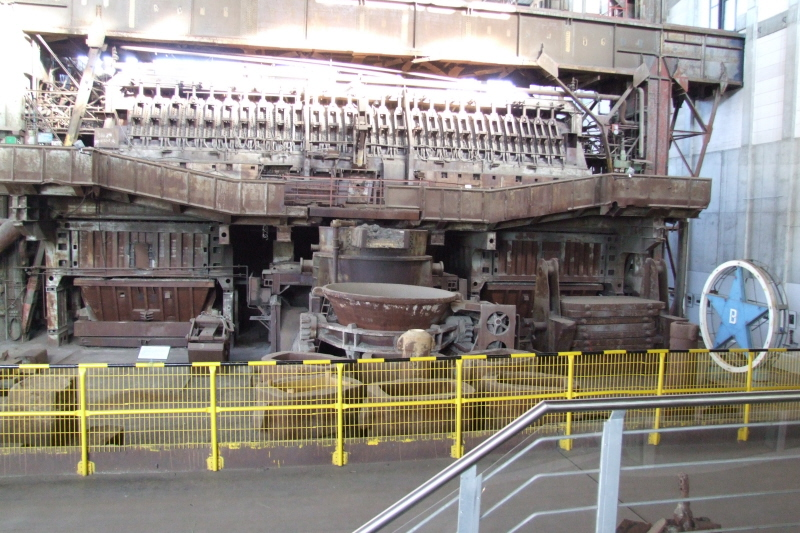
Abstichseite mit Gießpfanne und Schlackenbehälter

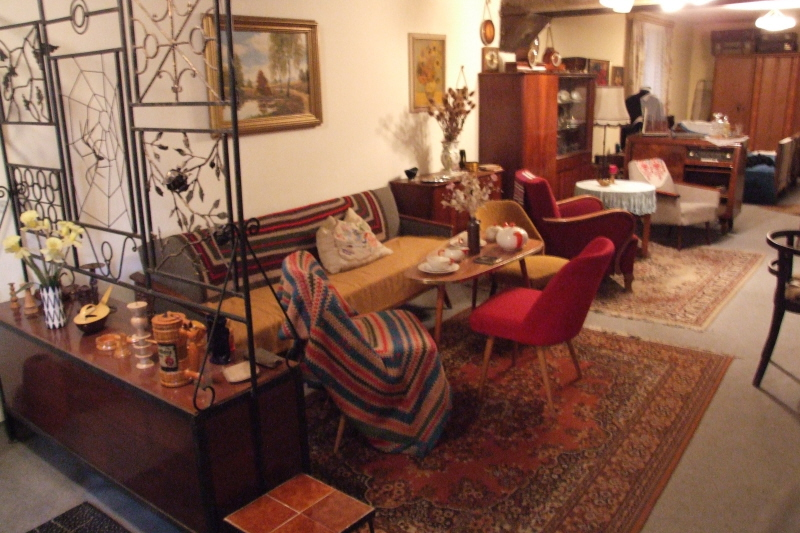
Aus der Stahlwerkerwohnung

In einem Nebenraum wird der Wohnalltag des Stahlwerkers in den frühen 50er Jahren dokumentiert. In einem weiteren Raum in der Ofenhalle wird eine Brennabor-Ausstellung gezeigt.